# Laguna Parrillar
La laguna Parrillar es un cuerpo de agua superficial léntico depositado en la Región de Magallanes al suroeste de la ciudad de Punta Arenas. Tiene una superficie de 970 hectáreas. Sus afluentes tienen flujo permanente y drenan las laderas de los cerros que la rodean, principalmente del cerro Tres Morros.: 56 

## Ubicación y descripción
Es de riberas bajas en la parte oriental, pero las orillas opuestas las forman altos cerros. Un emisario de corto trayecto lleva sus aguas desde su extremo sur hasta la ribera norte del río San Juan de la Posesión.: 635 

## Historia
Luis Risopatrón la describe en su Diccionario Jeográfico de Chile de 1924:: 635 
Parrillar (Laguna del). Es de riberas bajas en la parte E, en tanto que las riberas opuestas son formadas por altos cerros i desagua por el NW en la márjen N del curso superior del río San Juan de la península de Brunswick.

## Población, economía y ecología
La laguna pertenece a la reserva nacional Laguna Parrillar.
El año 1989 se tendían cañerías para abastecer con agua a la ciudad de Punta Arenas.: 56 